# Hôtel de ville de Ham
L'hôtel de ville de Ham est un bâtiment du XXe siècle situé du centre-ville de Ham, situé à l'extrême sud-est du département de la Somme. Il abrite les services politiques et administratifs de la ville.

## Historique
Il existait un hôtel de ville à Ham sous l'Ancien Régime : il fut construit à l'initiative du duc d'Orléans, seigneur de Ham, avant la Révolution. Ce bâtiment fut remplacé à la fin du XIXe siècle par un nouvel hôtel de ville construit, en 1879, sur les plans de l'architecte saint-quentinois, Charles Chérier, dans le plus pur style IIIe République. À l'arrière de ce bâtiment, fut construit celui de la justice de paix qui seul subsiste aujourd'hui.
En 1918, lors de leur retraite, les Allemands placèrent des mines dans le sous-sol du bâtiment et les firent exploser. Il ne restait rien de l'hôtel de ville de Ham.
La reconstruction de la maison commune fut confiée, en 1925, à l'agence d'architecture saint-quentinoise Henri Brassart-Mariage et fils. Un remodelage de l'alignement des immeubles à reconstruire entraina la construction de nouvelles fondations sur lesquelles s'élève l'édifice actuel.

## Caractéristiques

### Extérieur
Le bâtiment actuel rappel par son style le bâtiment précédent. Il est construit sur ossature de béton avec parement en pierre calcaire en façade et en brique sur les pignons.
Des ferronneries de l'ancien édifice, récupérées dans les ruines ont été réutilisées dans le nouvel hôtel de ville qui est plus élevé que le précédent. La décision de ne pas restauré le beffroi communal endommagé par les bombardements et sa destruction totale, entraina certainement les reconstructeurs de la mairie de Ham à coiffer le nouveau bâtiment d'un solide clocheton avec horloge rappelant, avec beaucoup d'imagination, l'ancien beffroi. En 2018, les cloches de ce petit beffroi ont été remises en état de fonctionner.

### Intérieur
Les vitraux furent réalisés par l'atelier de Georges Tembouret d'Amiens, le décor de mosaïque est dû à Agostin Romano de Roubaix. 
Dans la salle du Conseil municipal on peut voir un buste du général Foy.